# 盛田昭夫
盛田昭夫，KBE（日语：／ Morita Akio，1921年1月26日—1999年10月3日）日本著名企業家，索尼公司的共同創辦人，歷任社長和名譽會長。出生於愛知縣名古屋市。畢業於舊制愛知第一中學（現：愛知縣立旭丘高等学校）、第八高等学校（現：名古屋大学教養部）、大阪帝国大学理学部物理学科。1992年獲得英國授予大英帝國勳章並給予名譽爵士稱號。1999年10月3日上午10點25分因肺炎在東京都濟生會中央醫院逝世。

## 國際行銷的成就
盛田昭夫在二次世界大戰中曾經擔任海軍技術中尉並認識了井深大。1945年，日本在第二次世界大戰後，首都東京在一片廢墟下，井深大在東京日本橋地區的百貨公司倉庫成立「東京通信研究所」。盛田昭夫在井深大的邀請之下，放棄了「盛田酒業」的繼承人權力，加入共同經營，公司並獲得「盛田酒業」19萬日圓資金，於1946年正式成立「東京通信工業株式會社」，並遷址到現在的品川區御殿山。
盛田無窮好奇心的新思維使SONY生產出眾多廣為人知的產品。Walkman就來自於他的一種前無古人的想法——無論何時何地、甚至在戶外都能欣賞最愛的音樂。這種想法創造了一個嶄新的市場，立體聲攜帶式耳機專為獨自欣賞音樂而設計，從此一種全新的生活方式誕生了。
1958年，盛田將公司的名稱由「東京通訊工業株式會社」改為「SONY公司」。盛田將公司的品牌當作生命，為讓「SONY享譽全球」而勤奮工作，他的全球戰略眼光使SONY成為日本第一家在美國發行ADR（美國預托證券）的企業，SONY股票隨後又於1970年在紐約股票交易所掛牌上市。他的努力終於使SONY今日的品牌魅力成為現實。從拓展美國市場、創造極為成功的Walkman「隨身聽」品牌、收購哥倫比亞電影公司，一路將SONY品牌行銷推廣至全世界。
而擅長公關的盛田昭夫與他的夥伴專於技術研發的井深大的猶如兄弟般的友誼也被譽為美談。SONY誕生60年來，依舊秉承著井深--盛田式的經營理念，即通過獨特的產品研發，為顧客創造新的娛樂生活方式。

## 打破傳統的思想
盛田昭夫在六十年代創作《學歷無用論》，書中強調企業應注重個人能力而非學術背景。這種觀念對日本傳統的雇傭積習提出質疑並在日本在當時引起極大的反響，成為超級暢銷書，再版十多次。他也藉此博得了「打破傳統框框，不拘一格起用人才」的美譽。盛田昭夫還與石原慎太郎共同编著，书中说道：“无端挑起战争的好战的日本人，制造南京大屠杀的残暴的日本人，这是人们对日本人的两个误解，也是‘敲打日本’的两个根由。我们必须采取措施消除它。”
盛田希望將SONY的技術和管理哲學全球化，並使其成為公司常规管理的組成部分。這項“全球化與當地化相結合”的政策不僅使SONY本身在全世界的業務廣泛拓展，而且對提升日本電子工業的國際地位作出了貢獻。

## 傑出貢獻的榮譽
作為日本商業社團的代表，盛田擔任各種會議的主辦人，這些會議包括日美商會、三邊協會和達沃斯世界經濟論壇。他還幫助緩和日美之間的貿易摩擦，通過他在經團聯（日本經濟團體聯合會）、日美經濟關係集團（號稱“賢人團”）和其他組織中所擔任的領導職位，協助增強了日美關係。作為《日本製造》和其他書籍的作者，他竭力促進了日本和世界其他地區的相互瞭解。
1998年，作為唯一的亞洲人，盛田被美國《時代周刊》評選為20世紀20位最有影響的商業人士之一。

## 廣告代言
1984年: 美國運通卡